# Caravan Hound

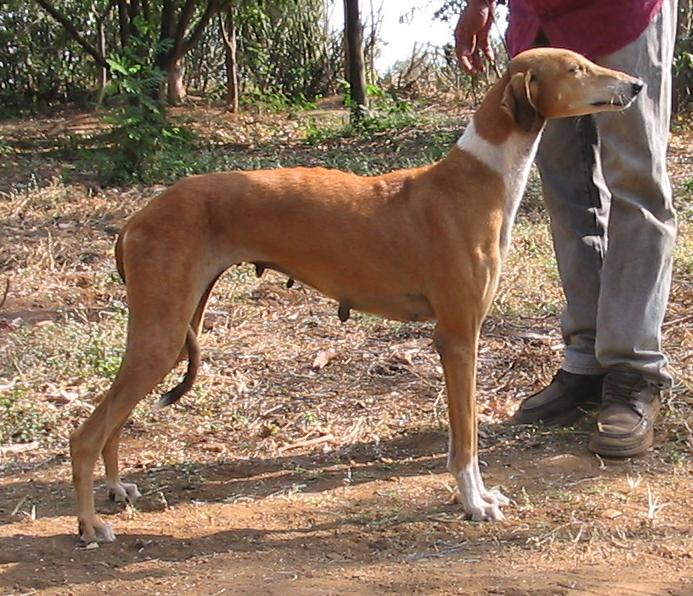
Una femmina di Caravan hound

Il Caravan hound o segugio kathewar è un tipico levriero chiamato anche Karwani nelle sue regioni di origine: gli stati del Maharashtra, del Karnataka e, in misura minore, dell'Andhra Pradesh in India.

## Storia
Il Caravan hound, karwani o segugio kathewar, arrivò nell'altopiano del Deccan con le carovane dei conquistatori asiatici e si ritiene che sia entrato originariamente nella regione con navi provenienti dal Medio Oriente che sbarcarono a Karwar sulla costa del Karnataka. questa razza ha ascendenza sia con i levriero saluki che con il levriero afgano, ma è più simile all'azawakh e al sloughi.
È una razza che sempre meno si trova in purezza e uguale al Karwani originale delle campagne.

## Caratteristiche
È un levriero di tipo classico: ha la testa stretta, il torace profondo, la linea del ventre tirata in su e gli arti muscolosi. 
La coda è attaccata bassa e curva naturalmente, senza rotolare sul dorso. Il mantello è di ottima qualità e la colorazione varia dal crema e dal giallo al rosso e al nero, spesso con macchie bianche. 
L'altezza al garrese varia tra i 70 e i 75 cm. I movimenti sono flessibili e vistosi.